# 埃默尔斯比尔-霍斯比尔
埃默尔斯比尔-霍斯比尔（德語：Emmelsbüll-Horsbüll）是德国石勒苏益格－荷尔斯泰因州的一个市镇。总面积35.73平方公里，总人口936人，其中男性461人，女性475人（2011年12月31日），人口密度26人/平方公里。